# Text Adventure Development System
Text Adventure Development System (TADS) — це предметно-орієнтована мова програмування на основі прототипу та набір стандартних бібліотек для створення ігор інтерактивної літератури ігор (IF).

## Історія
Оригінальний TADS 1 був випущений компанією High Energy Software як умовно-безкоштовне програмне забезпечення в 1988 році, а невдовзі за ним послідував TADS 2. З кінця 1980-х до початку 1990-х безкоштовні засоби розробки, такі як TADS і Inform, дозволяли аматорським спільнотам створювати інтерактивну літературу. У середині 1990-х років TADS був найкращим інструментом розробки інтерактивної літератури. У той час це був більш досконалий інструмент для парсингу тексту та побудови світу гри, ніж існуючі системи, ніж Adventure Game Toolkit.
Синтаксис TADS 2 базується на C і частково Pascal. TADS 2 підтримувався та регулярно оновлювався його творцем, Майклом Дж. Робертсом, навіть після того, як він став безкоштовним у липні 1996 року. Грехам Нельсон, творець Inform, описує Inform і TADS як «єдині дві системи… широко використовувані» в останній половині 1990-х, а TADS називають «другою найбільш часто використовуваною мовою програмування інтерактивної літератури сьогодні». Мультимедійний TADS, представлений у 1998 році, дозволяє іграм відображати графіку, анімацію та відтворювати звуки, якщо платформа це підтримує.
У 2006 році TADS був переписаний із випуском TADS 3, що зберіг лише платформозалежний код для полегшення портування. TADS 3 використовує мову з синтаксисом, який нагадує C++ і Java. Він має багато нових функцій: ефективні динамічні об'єкти (з автоматичним збиранням сміття), структуровані винятки, нативні рядки UTF-8 і багато корисних класів функцій.
Компілятор і інтерпретатор TADS 3 були перенесені на платформи DOS, Macintosh і Unix. Було випущено кілька ігор TADS 3.

## Ігри TADS
Ігри, написані в TADS, скомпільовані у незалежний від платформи формат, у який можна грати на будь-якому комп'ютері, де є віртуальна машина (VM). Такі віртуальні машини існують для кількох платформ, і в цьому відношенні TADS наслідує приклад оригінальної Z-машини Infocom, а також сучасних мов, таких як Java і C#.
У той час як віртуальні машини TADS 1 і 2 повинні були аналізувати команди, введені гравцем, перед надсиланням результатів у гру, TADS 3 використовує віртуальну машину більш загального призначення, де аналіз команд виконується самим кодом гри, як в Inform. Обґрунтування цього полягає в тому, що так легше налаштувати синтаксичний аналізатор.

### Відомі ігри, розроблені в TADS 2
- Uncle Zebulon's Will (1995)
- The Frenetic Five vs. Sturm und Drang (1997)
- Worlds Apart (1999)
- Kaged (2000). Winner of the 2000 annual Interactive Fiction Competition.
- 1893: A World's Fair Mystery (2002)